# 安德雷·埃尔·哈达德
安德雷·埃尔·哈达德（阿拉伯語：أندريه الحداد，1971年2月8日—），出生于扎赫勒，黎巴嫩足球裁判，2012年度亚足联精英裁判之一。在黎巴嫩国内，他执法黎巴嫩超級足球聯賽。2010年起他成为一位国际足球裁判，执法了2014年世界杯足球赛外圍賽亚洲区的比赛以及亚洲冠军联赛。
哈达德在2014年世界盃外圍賽亞洲區第三輪执法了两场饱受争议的比赛。A组中国国家足球队主场与新加坡國家足球隊的比赛，哈达德判给主队两个点球，最终中国队主场2比1击败了新加坡队。新加坡队认为裁判判给主队两个点球并不公正，而且漏判给客队一个点球。比赛中新加坡队的主教练拉迪·阿福拉莫维奇对裁判提出抗议，被裁判罚上看台。赛后哈达德遭到了中国、新加坡两国媒体的批评，哈达德的执法公正性遭到质疑。还有网民在FIFA的网站上请愿，要求调查这场比赛。
另一场比赛是E组最后一轮巴林國家足球隊主场与印度尼西亞國家足球隊的比赛。巴林队要想出线进入下一轮，必须净胜九球以上，同时同组的卡塔爾國家足球隊输给伊朗國家足球隊。结果比赛开始后第3分钟，哈达德就将印度尼西亚队的门将兼队长罚下，并判给巴林一个点球。这场比赛哈达德一共判给巴林队四个点球，巴林罚中两个。比赛最后以10比0收场。不过，由于卡塔尔与伊朗打平，巴林没有出线。但是10比0的比方引起各方大哗。比赛结束后不久，国际足联决定介入调查这场比赛。